# ''The Fiend'' Bray Wyatt
Windham Lawrence Rotunda (Brooksville, Florida, SAD, 23. svibnja 1987. – ?, 24. kolovoza 2023.) bio je američki profesionalni hrvač.
Bio je u WWE-u, gdje je nastupao na WWE SmackDown-u pod nazivom ''The Fiend'' Bray Wyatt. Jedanput je bio WWE-ov prvak, dva puta svjetski prvak i jedan put WWE-ov univerzalni prvak. Windham Rotunda pripada trećoj generacija hrvača u njegovoj obitelji. Njegov djed se zvao Blackjack Mulligan, njegov otac Mike Rotunda, a dva njegova ujaka, Barry i Kendall Windham. Njegov mlađi brat se također natječe u WWE-u s imenom Bo Dallas.

## Vanjske poveznice
|  | Zajednički poslužitelj ima još gradiva o temi 'The Fiend' Bray Wyatt |

- Bray Wyatt na Instagram-u
- Bray Wyatt na Twitter-u
- Bray Wyatt na IMDb-u